# Pelé – Der Film
Pelé – Der Film ist ein biographischer Film über den brasilianischen Fußballspieler Pelé, seinen Aufstieg zur Nationalmannschaft und den Sieg bei der Fußball-Weltmeisterschaft 1958. Der Film wurde produziert und entworfen von Jeff  Michael Zimbalist.

## Handlung
Der junge Edson lebt in einem Armutsviertel. Sein Vater ist Dondinho, ein ehemaliger Fußballspieler der brasilianischen Nationalmannschaft. Jedoch schauen viele auf ihn herab, da er zur Zeit der großen Niederlage gegen Uruguay dabei war (siehe Finale der Fußball-Weltmeisterschaft 1950).
Edson wird von den Kindern immer mehr unter dem Namen Pelé gerufen und steigt sogar in die brasilianische Nationalmannschaft auf, nachdem er einst vom FC Santos entdeckt wurde. Sein Fußballstil Ginga, aus dem Capoeira nachempfunden, bringt ihm viel Kritik ein, doch seine Willenskraft zahlt sich aus.
Nach harten Spielen gegen Österreich und Frankreich bei der Fußball-Weltmeisterschaft 1958 wird Pelé als neuer Hoffnungsträger für das Finale eingesetzt, auf der Position des verletzten Mazzola. Pelé wird zum gefeierten Star der Weltmeisterschaft, als jüngster Spieler überhaupt, als Schwarzer und besiegelt den Sieg über Schweden beim 5:2 mit zwei Toren.

## Kritik
„Sonnige Biografie ohne Tiefgang.“